# Lenin in ottobre
Lenin in ottobre (in russo Ленин в Октябре?, Lenin v Oktjabre) è un film del 1937 diretto da Michail Romm e Dmitrij Vasil'ev.
Fil di propaganda sovietico che narra l'attività politica di Lenin durante la rivoluzione d'ottobre del 1917. Nella pellicola viene dato a Iosif Stalin un ruolo molto più prominente rispetto a quello da lui realmente avuto all'epoca dei fatti; la volontà del partito era infatti quella di rappresentare Stalin come fedele e scrupoloso prosecutore dell'operato di Lenin, in contrapposizione ad altri dirigenti bolscevichi (come per esempio l'odiato Trockij). Dopo la morte di Stalin, a destalinizzazione avviata, tutte le sue scene furono tagliate dal film per la riedizione del 1958.

## Trama
Ottobre 1917. Lenin, costretto, come altri dei suoi compagni, all'esilio in Finlandia, rientra in Russia per prendere la direzione del partito bolscevico. Alla riunione del Comitato Centrale del Partito, il 10 ottobre, la maggioranza dei partecipanti ha votato per lo scoppio dell'insurrezione armata. Il governo provvisorio, guidato da Aleksandr Kerenskij, sta cercando di eliminare Lenin e assolda un killer, Filimonov, per svolgere questo compito. L'operaio Vasilij, responsabile della sicurezza del leader bolscevico, lo aiuta a sfuggire al pericolo. Il 25 ottobre (7 novembre), Lenin dirige dall'Istituto Smol'nyj l'insurrezione e la presa del Palazzo d'Inverno. Il giorno seguente, Lenin proclama la vittoria della rivoluzione al Secondo Congresso Panrusso dei Soviet.

## Produzione
Stalin voleva un film che illustrasse la rivoluzione d'ottobre e gli uomini responsabili per essa in occasione del ventesimo anniversario della presa del potere da parte dei bolscevichi. Appena il copione scritto da Aleksej Kapler venne approvato dalle autorità sovietiche, il 10 agosto iniziò la produzione di Lenin in ottobre, piuttosto in ritardo rispetto ai piani. L'unico regista disponibile subito era Michail Romm. Lenin in ottobre venne completato il 7 novembre, dopo soli tre mesi dall'inizio delle riprese.